# Tancrède Bastet
Jean-Célestin-Tancrède Bastet, noto semplicemente come Tancrède Bastet (Domène, 16 aprile 1858 – Grenoble, 12 maggio 1942), è stato un pittore francese.

## Biografia

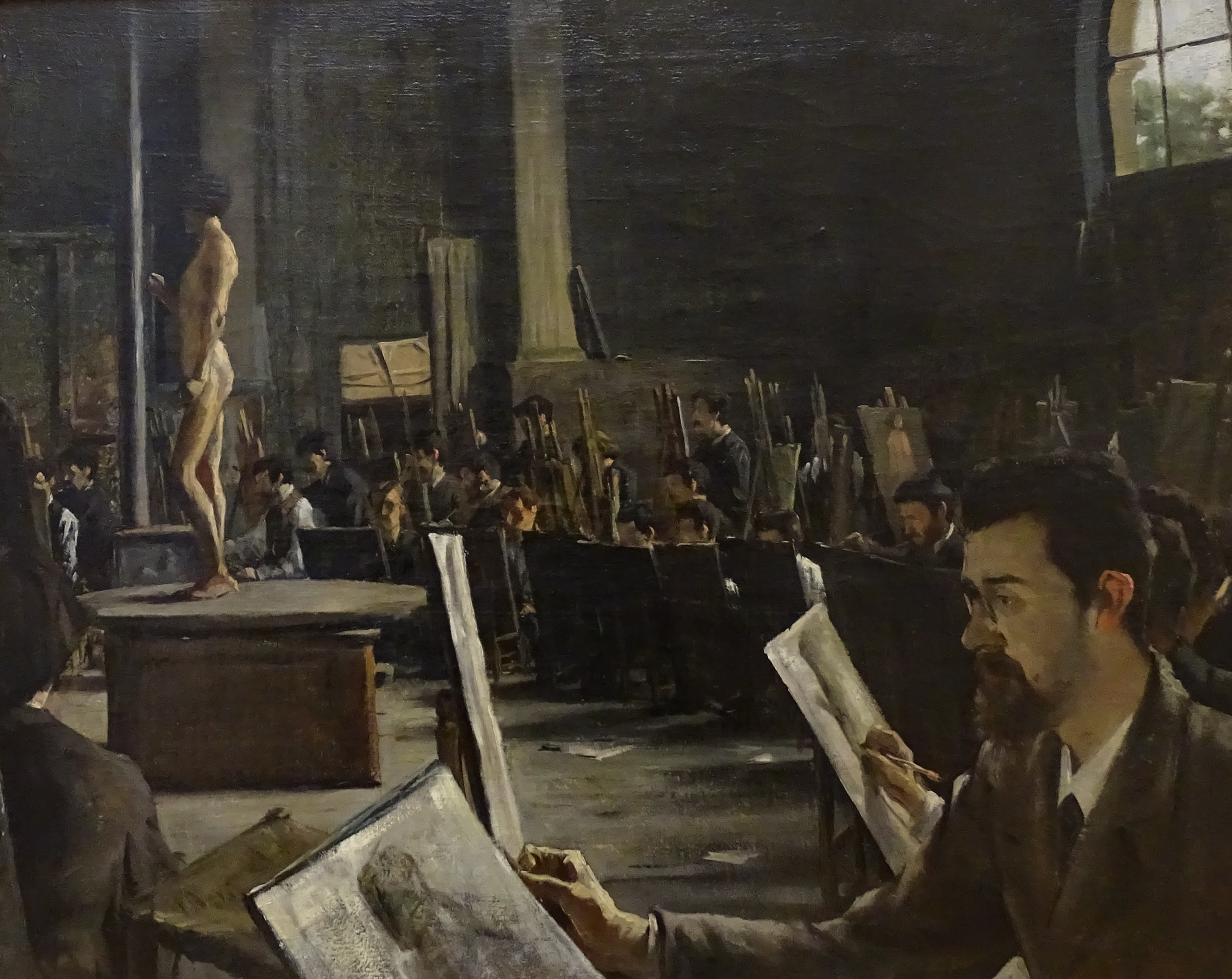
L'Atelier Cabanel à l'École des beaux-arts, 1883

Jean-Célestin-Tancrède Bastet seguì le lezioni di arte alla scuola di belle arti di Grenoble, dove fu uno studente di Aimé Charles Irvoy, poi quelli della scuola di belle arti di Parigi nello studio di Alexandre Cabanel, dove fu ammesso per il concorso del premio di Roma, che non vinse. Egli adoperò tutte le tecniche: il disegno, l'acquerello, il pastello, l'olio. Divenne noto soprattutto come ritrattista dall'accademismo rigoroso. Egli viaggiò all'estero, in Africa del Nord e in India, e questo gli permise di rinnovare la sua ispirazione. Realizzò anche delle scene di genere, dei nudi e dei paesaggi.
Nel 1919, si candidò per il posto di conservatore del museo di Grenoble come successore di Jules Bernard, ma venne scelto Andry-Farcy. Amico di Théodore Ravanat, fece parte del gruppo di pittori che si riunivano a Proveysieux, dove dipinse vari paesaggi. Talvolta era legato alla scuola del Delfinato. Egli formò diversi studenti, come Henriette Deloras.
Le sue opere sono conservate soprattutto al museo di Grenoble, al museo del Delfinato, al museo dell'antica sede episcopale di Grenoble, al museo di Bourgoin-Jallieu e al museo di belle arti di Lione.

## Opere nelle collezioni pubbliche
- Grenoble, museo di Grenoble:

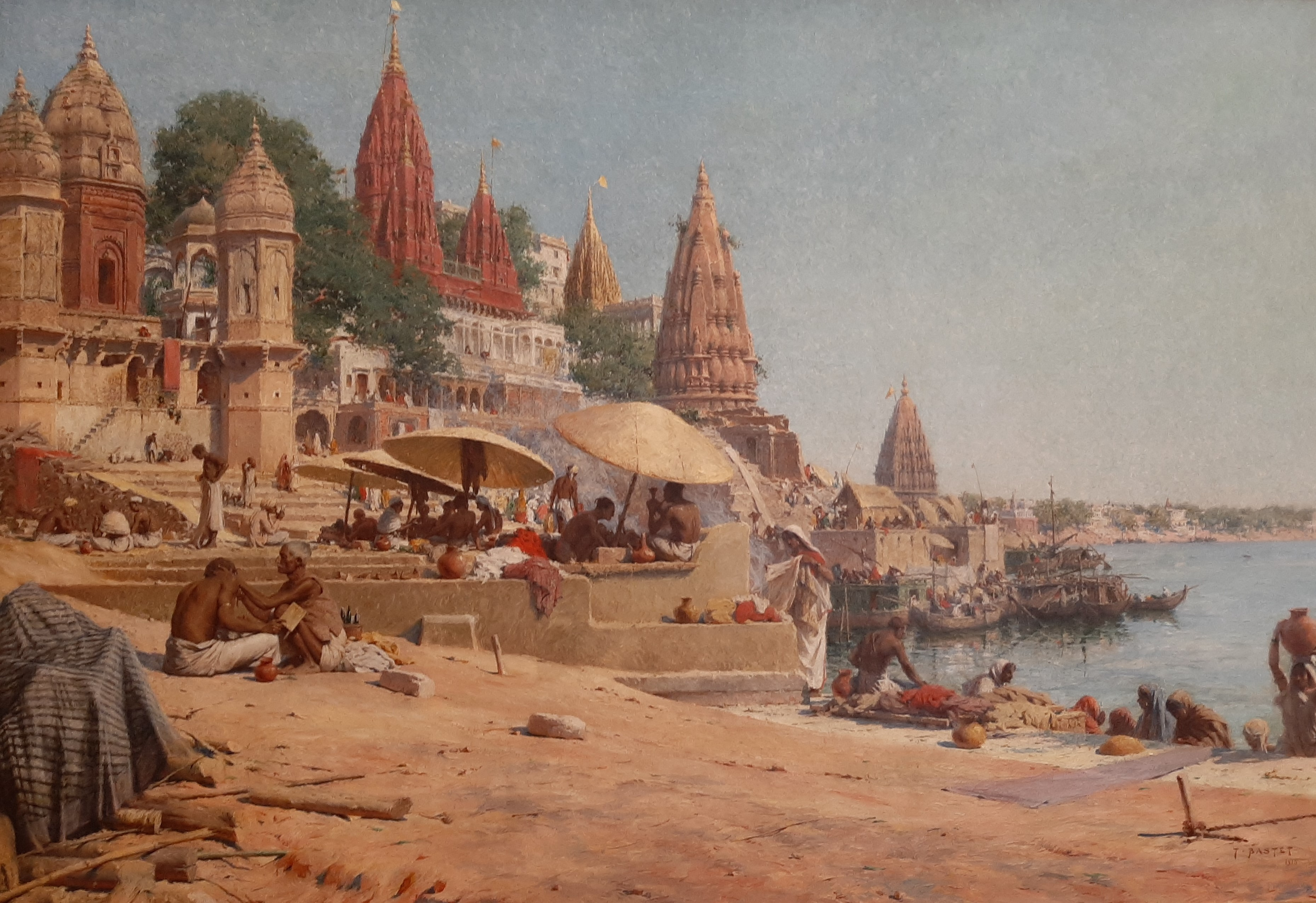
Bénarés, les bords du Gange, 1915

  - L'Atelier Cabanel à l'École des beaux-arts, 1883;
  - Thémistocle se réfugie chez Admète, 1885;
  - Ritratto di Xavier Roux, 1885;
  - Le Maître d'armes, 1890;
  - Le Credo, 1892 circa;
  - Les Pénitents blancs du Briançonnais, 1897;
  - Ritratto di Jules Bernard, 1902;
  - Le Charmeur de serpents à Bénarès, 1904;
  - Jeune fille au Tanagra, 1904;
  - Autoritratto, 1914.
- Voiron, museo Mainssieux: Le Gardeur de dindons, 1889.[4]